# کروماتوگرافی میل ترکیبی

## تعریف
کروماتوگرافی میل ترکیبی روشی برای جداسازی یک مولکول زیستی از یک مخلوط است که بر اساس یک برهمکنش ماکرومولکولی بسیار خاص بین مولکول زیستی و ماده دیگر است. نوع خاصی از برهمکنش اتصال به بیومولکول مورد نظر بستگی دارد. آنتی‌ژن و آنتی‌بادی، آنزیم و سوبسترا، گیرنده و لیگاند، یا پروتئین و اسید نوکلئیک برهمکنش‌های اتصال اغلب برای جداسازی بیومولکول‌های مختلف مورد استفاده قرار می‌گیرند. کروماتوگرافی میل ترکیبی به دلیل گزینش پذیری بالا و تفکیک جداسازی آن، در مقایسه با سایر روش‌های کروماتوگرافی مفید است.

## اصول کروماتوگرافی میل ترکیبی
کروماتوگرافی میل ترکیبی دارای مزیت برهمکنش‌های اتصال خاص بین آنالیت مورد نظر (که معمولاً در فاز متحرک حل می‌شود) و یک شریک یا لیگاند (تحرک در فاز ثابت) دارد. در یک آزمایش کروماتوگرافی میل ترکیبی معمولی، لیگاند به یک ماتریس جامد و نامحلول – معمولاً پلیمری مانند آگارز یا پلی آکریل آمید – که از نظر شیمیایی اصلاح می‌شود تا گروه‌های عاملی واکنش‌پذیر را معرفی کند که لیگاند می‌تواند با آنها واکنش نشان دهد و پیوندهای کووالانسی پایدار ایجاد کند، متصل می‌شود. فاز ثابت ابتدا در ستونی بارگذاری می‌شود که فاز متحرک به آن وارد می‌شود. مولکول‌هایی که به لیگاند متصل می‌شوند با فاز ساکن باقی می‌مانند. سپس یک بافر شستشو برای حذف بیومولکول‌های غیرهدف با برهم زدن برهمکنش‌های ضعیف‌تر آن‌ها با فاز ساکن اعمال می‌شود، در حالی که زیست مولکول‌های مورد نظر محدود می‌مانند. مولکول‌های زیستی هدف ممکن است با استفاده از یک بافر به اصطلاح شستشو حذف شوند، که برهم‌کنش بین مولکول‌های زیستی هدف محدود و لیگاند را مختل می‌کند؛ بنابراین مولکول هدف در محلول شستشو بازیابی می‌شود.
کروماتوگرافی میل ترکیبی نیازی به وزن مولکولی، بار، آبگریزی یا سایر خواص فیزیکی آنالیت مورد علاقه ندارد، اگرچه آگاهی از خواص اتصال آن در طراحی یک پروتکل جداسازی مفید است. انواع برهمکنش‌های اتصال که معمولاً در روش‌های کروماتوگرافی میل ترکیبی مورد استفاده قرار می‌گیرند.

## راه اندازی دسته و ستون
اتصال به فاز جامد ممکن است با کروماتوگرافی ستونی حاصل شود که به موجب آن محیط جامد روی یک ستون بسته‌بندی می‌شود، مخلوط اولیه از ستون عبور می‌کند تا ته‌نشین شود، بافر شستشو از ستون عبور می‌کند و سپس بافر شستشو به ستون اعمال می‌شود و جمع‌آوری می‌شود. . این مراحل معمولاً در فشار محیط انجام می‌شود. از طرف دیگر، اتصال ممکن است با استفاده از یک تیمار دسته ای حاصل شود، به عنوان مثال، با افزودن مخلوط اولیه به فاز جامد در ظرف، مخلوط کردن، جدا کردن فاز جامد، حذف فاز مایع، شستشو، سانتریفیوژ مجدد، افزودن بافر شستشو، سانتریفیوژ مجدد و حذف مایع شستشو باشد.

اصل کروماتوگرافی ستون میل ترکیبی

گاهی اوقات از یک روش ترکیبی استفاده می‌شود به طوری که اتصال به روش دسته ای انجام می‌شود، اما فاز جامد با مولکول هدف محدود شده روی یک ستون بسته می‌شود و شستشو و شستشو روی ستون انجام می‌شود.
لیگاندهای مورد استفاده در کروماتوگرافی میل ترکیبی هم از منابع آلی و هم از منابع معدنی به دست می‌آیند. نمونه‌هایی از منابع بیولوژیکی پروتئین‌های سرم، لکتین‌ها و آنتی‌بادی‌ها هستند. منابع معدنی اسید مورونیک، کلات‌های فلزی و رنگ‌های تریازین هستند.
روش سوم، جذب بستر منبسط شده، که ترکیبی از مزایای دو روش ذکر شده در بالا است، نیز توسعه یافته است. ذرات فاز جامد در ستونی قرار می‌گیرند که فاز مایع از پایین به داخل پمپ می‌شود و از بالا خارج می‌شود. گرانش ذرات تضمین می‌کند که فاز جامد با فاز مایع از ستون خارج نمی‌شود.
ستون‌های میل ترکیبی را می‌توان با تغییر غلظت نمک، pH, pI، بار و قدرت یونی به‌طور مستقیم یا از طریق یک گرادیان برای جداسازی ذرات مورد نظر شستشو داد.
اخیراً، تنظیماتی که از بیش از یک ستون به صورت سری استفاده می‌کنند، توسعه یافته‌اند. مزیت در مقایسه با تنظیمات تک ستونی این است که مواد رزین را می‌توان به‌طور کامل بارگذاری کرد زیرا محصول غیر الزام‌آور مستقیماً به یک ستون متوالی با مواد ستون تازه منتقل می‌شود. این فرآیندهای کروماتوگرافی به عنوان کروماتوگرافی ضد جریان دوره ای (PCC) شناخته می‌شوند؛ بنابراین هزینه رزین به ازای هر مقدار محصول تولید شده می‌تواند به شدت کاهش یابد. از آنجایی که یک ستون همیشه می‌تواند شسته و بازسازی شود در حالی که ستون دیگر بارگذاری می‌شود، در حال حاضر دو ستون برای استفاده کامل از مزایا کافی است. ستون‌های اضافی می‌توانند انعطاف‌پذیری بیشتری را برای زمان شستشو و بازسازی، به قیمت تجهیزات اضافی و هزینه‌های رزین، به ارمغان آورند.

## کاربردهای کروماتوگرافی میل ترکیبی
کروماتوگرافی میل ترکیبی یکی از مفیدترین روش‌ها برای جداسازی و خالص‌سازی محصولات خاص است.
- این روش در اصل یک تکنیک خالص‌سازی نمونه است که عمدتاً برای جداسازی و خالص‌سازی مولکول‌های بیولوژیکی مانند پروتئین‌ها استفاده می‌شود.[۵]

کاربردهای عمده آن شامل موارد ذیل می‌شود:
- جداسازی مخلوطی از ترکیبات.
- حذف ناخالصی‌ها یا در فرآیند خالص‌سازی.
- در سنجش آنزیمی.
- شناسایی بسترها.
- بررسی محل اتصال آنزیم‌ها.
- در بررسی واکنش‌های آنتی‌ژن- آنتی‌بادی به طور آزمایشگاهی.
- شناسایی پلی‌مورفیسم‌ها (Polymorphism) و جهش‌های تک نوکئوتیدی (Nuceotide) در اسیدهای نوکلئیک (Nucleic acid).

## استفاده های خاص
کروماتوگرافی میل ترکیبی را می توان در تعدادی از کاربردها، از جمله خالص سازی اسید نوکلئیک، خالص سازی پروتئیناز عصاره های عاری از سلول، و تصفیه از خون استفاده کرد.
با استفاده از کروماتوگرافی میل ترکیبی، می توان پروتئین هایی را که به قطعه خاصی متصل می شوند از پروتئین هایی که به آن قطعه خاص متصل نمی شوند، جدا کرد. از آنجایی که این روش خالص‌سازی به ویژگی‌های بیولوژیکی پروتئین مورد نیاز متکی است، این یک تکنیک مفید است و پروتئین‌ها را می‌توان در یک مرحله چندین برابر خالص کرد.

### رسانه های وابسته مختلف
بسیاری از رسانه های میل ترکیبی مختلف برای انواع استفاده های ممکن وجود دارد. به طور خلاصه، آنها (تعمیم) فعال/عملکردی می شوند که به عنوان یک فاصله دهنده عملکردی عمل می کنند، ماتریس پشتیبانی می کنند و جابجایی معرف های سمی را حذف می کنند.
محیط اسید آمینه با انواع پروتئین ها، پروتئین ها، پپتیدها و آنزیم های سرم و همچنین rRNA و dsDNA استفاده می شود. محیط زیست بیوتین آویدین در فرآیند خالص سازی بیوتین/آویدین و مشتقات آنها استفاده می شود.
پیوند کربوهیدرات اغلب با گلیکوپروتئین ها یا هر ماده حاوی کربوهیدرات دیگر استفاده می شود. کربوهیدرات با لکتین ها، گلیکوپروتئین ها یا هر پروتئین متابولیت کربوهیدرات دیگری استفاده می شود. محیط لیگاند رنگ غیر اختصاصی است اما از سوبستراها و پروتئین های بیولوژیکی تقلید می کند. گلوتاتیون برای جداسازی پروتئین‌های نوترکیب برچسب‌دار GST مفید است. هپارین یک لیگاند میل ترکیبی عمومی است و برای جداسازی پروتئین‌های انعقاد پلاسما، همراه با آنزیم‌های اسید نوکلئیک و لیپازها مفید است.
رسانه های ایمونوفینیتی  از ویژگی بالای آنتی ژن ها و آنتی بادی ها برای جداسازی استفاده می کنند. کروماتوگرافی میل ترکیبی فلزی بی حرکت به تفصیل در زیر توضیح داده شده است و از برهمکنش بین یون های فلزی و پروتئین ها (معمولاً به طور خاص برچسب گذاری شده) برای جداسازی استفاده می کند. نوکلئوتید/کوآنزیمی که برای جداسازی دهیدروژنازها، کینازها و ترانس آمینازها عمل می کند.
اسیدهای نوکلئیک برای به دام انداختن mRNA، DNA، rRNA و سایر نوکلئیک اسیدها/الیگونوکلئوتیدها عمل می کنند. برای خالص سازی ایمونوگلوبولین ها از روش پروتئین A/G استفاده می شود.
رسانه های تخصصی برای یک کلاس یا نوع خاصی از آنزیم پروتئین/co طراحی شده اند. این نوع محیط فقط برای جداسازی یک پروتئین یا کوآنزیم خاص کار می کند.

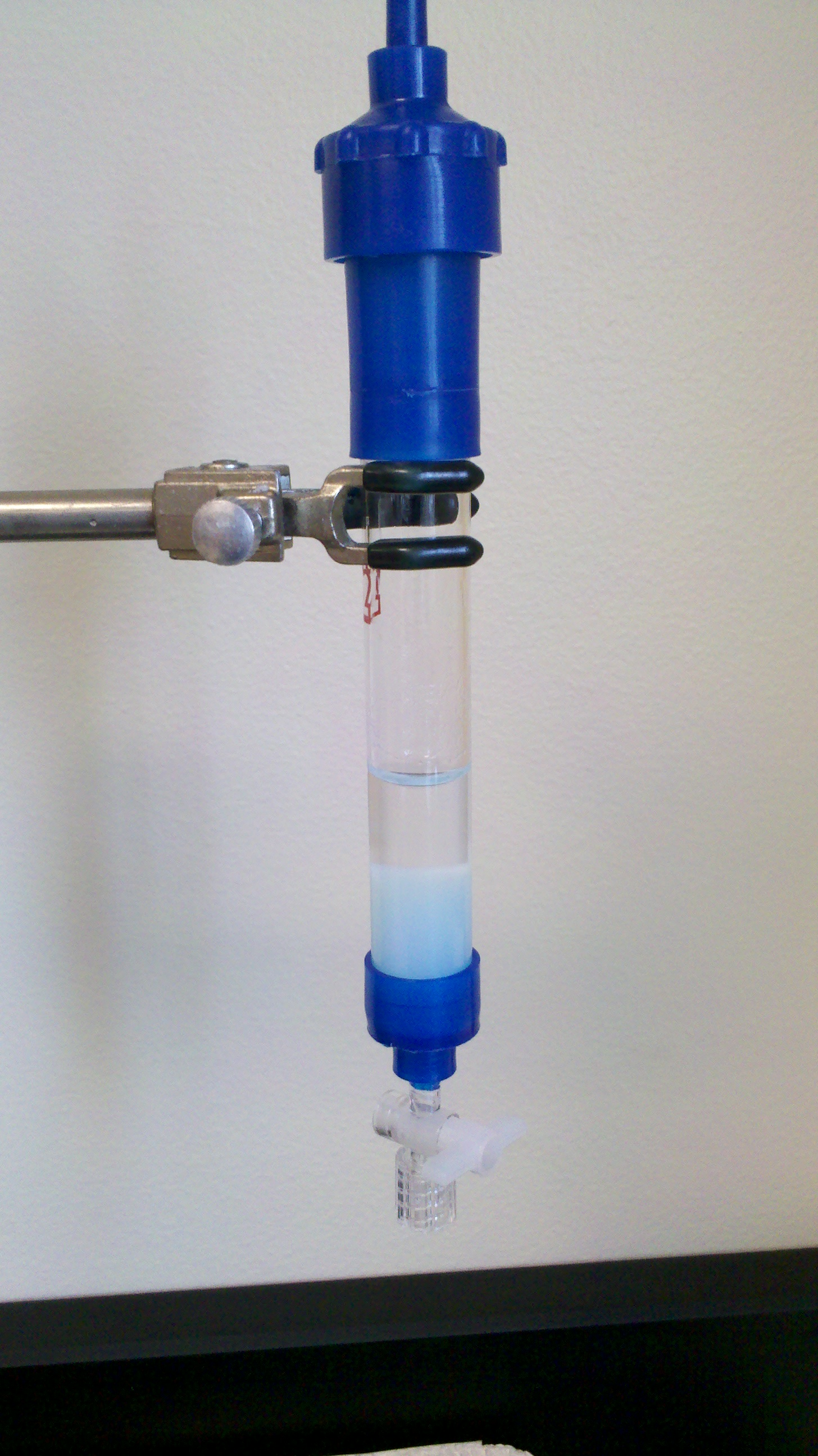
یک ستون کروماتوگرافی حاوی دانه های نیکل آگارز که برای خالص سازی پروتئین ها با برچسب های هیستیدین استفاده می شود.

### پروتئین های نوترکیب
احتمالاً رایج ترین استفاده از کروماتوگرافی میل ترکیبی برای خالص سازی پروتئین های نوترکیب است. پروتئین هایی با میل ترکیبی شناخته شده به منظور کمک به خالص سازی پروتئین برچسب گذاری می شوند. ممکن است این پروتئین از نظر ژنتیکی اصلاح شده باشد تا بتوان آن را برای اتصال میل ترکیبی انتخاب کرد. این به عنوان یک پروتئین فیوژن شناخته می شود. برچسب های پروتئینی شامل هگزا هیستیدین (His)، گلوتاتیون-S-ترانسفراز (GST)، پروتئین اتصال دهنده مالتوز (MBP) و تگ CL7 نوع کولیسین E7 است. برچسب‌های هیستیدین میل ترکیبی به یون‌های نیکل، کبالت، روی، مس و آهن دارند که با تشکیل پیوندهای کووالانسی مختصات با یک کلاتور موجود در فاز ساکن بی‌حرکت شده‌اند. برای شستشو، مقدار اضافی از یک ترکیب که می تواند به عنوان لیگاند یون فلزی عمل کند، مانند ایمیدازول، استفاده می شود. GST میل ترکیبی به گلوتاتیون دارد که به صورت تثبیت شده به صورت گلوتاتیون آگاروز در بازار موجود است. در طول شستشو، گلوتاتیون اضافی برای جابجایی پروتئین برچسب‌گذاری شده استفاده می‌شود. CL7 میل و اختصاصی برای Immunity Protein 7 (Im7) دارد که بصورت تجاری بی حرکت به عنوان رزین آگارز Im7 موجود است. برای شستشو، یک پروتئاز فعال و محل خاص به رزین Im7 اعمال می شود تا پروتئین بدون برچسب آزاد شود.

### کروماتوگرافی میل ترکیبی بورونات
کروماتوگرافی میل ترکیبی بورونات شامل استفاده از اسید بورونیک یا بورونات برای شستشو و تعیین کمیت مقادیر گلیکوپروتئین است. سازگاری های بالینی از این نوع کروماتوگرافی برای استفاده در تعیین ارزیابی طولانی مدت بیماران دیابتی از طریق تجزیه و تحلیل هموگلوبین گلیکوزیله آنها استفاده کرده اند.

## کروماتوگرافی میل ترکیبی ضعیف
کروماتوگرافی میل ترکیبی ضعیف (WAC) یک تکنیک کروماتوگرافی میل ترکیبی برای غربالگری میل ترکیبی در تولید دارو است.WAC یک تکنیک کروماتوگرافی مایع مبتنی بر میل ترکیبی است که ترکیبات شیمیایی را بر اساس تمایلات ضعیف متفاوت آنها به یک هدف بی حرکت جدا می کند. هر چه ترکیب میل ترکیبی بالاتری نسبت به هدف داشته باشد، مدت بیشتری در واحد جداسازی باقی می ماند و این به عنوان زمان ماندگاری طولانی تری بیان می شود. اندازه گیری میل ترکیبی و رتبه بندی میل ترکیبی را می توان با پردازش زمان ماند به دست آمده از ترکیبات تجزیه شده به دست آورد. کروماتوگرافی میل ترکیبی بخشی از مجموعه بزرگ‌تری از تکنیک‌های مورد استفاده در شناسایی هدف دارویی مبتنی بر شیمی‌پروتئومیک است.
فناوری WAC در برابر تعدادی از اهداف پروتئینی مختلف - پروتئازها، کینازها، چپرون ها و اهداف تعامل پروتئین-پروتئین (PPI) نشان داده شده است. نشان داده شده است که WAC نسبت به روش‌های ثابت شده برای غربالگری مبتنی بر قطعه مؤثرتر است.

## مزایای کروماتوگرافی میل ترکیبی
- اختصاصیت بالا.
- مولکول‌های هدف را می‌توان در حالت بسیار خالص به دست آورد.
- خالص‌سازی تک مرحله‌ای.
- ماتریس را می‌توان به سرعت مورد استفاده مجدد قرار داد.
- ماتریس جامد بوده، به راحتی قابل شستشو و خشک کردن است.
- محصول خالص شده با بازده بالا ارائه می‌دهد.
- همچنین می‌توان از کروماتوگرافی بر اساس میل ترکیبی برای حذف آلاینده‌های خاص مانند پروتئازها (Protease) استفاده کرد.[۱۳]

## محدودیت‌های کروماتوگرافی میل ترکیبی
- روشی وقت‌گیر است.
- به مقادیر بیشتری از حلال نیاز دارد که ممکن است گران باشد.
- به کار زیاد نیاز دارد.
- جذب غیر اختصاصی را نمی‌توان به طور کامل حذف کرد، فقط می‌توان آن را به حداقل رساند.
- به طور محدود در دسترس بوده و لیگاندهای تثبیت شده هزینه بالایی دارند.
- اگر PH مورد نیاز تنظیم نشود، پروتئین‌ها دناتوره (Denatured) می‌شوند.[۱۴]